# Teresinha Landeiro
Teresa Landeiro, conosciuta come Teresinha Landeiro (Azeitão, 6 marzo 1996), è una cantante portoghese.

## Biografia
Teresinha Landeiro ha iniziato a cantare all'età di 12 anni, esibendosi a eventi di musica fado. Nel 2008 si è esibita alla Grande Noite do Fado e ha preso parte a varie competizioni incentrate sulla musica popolare portoghese, vincendo il primo premio ai concorsi Fado Amador de Odivelas e ACOF. Nel 2012 ha tenuto il suo primo concerto da solista al Ritz Club di Lisbona.
Scoperta dalla Sony Music Entertainment Portugal, nel 2018 ha lanciato il suo album di debutto Namoro, che ha raggiunto la 6ª posizione nella classifica di vendite portoghese. Nel 2021 è arrivato il secondo album, Agora, che si è fermato al 15º posto. Nel gennaio 2023 è stata confermata fra i 20 partecipanti al Festival da Canção, rassegna utilizzata per selezionare il rappresentante del Portogallo all'Eurovision Song Contest. Ha presentato l'inedito Enquanto é tempo, senza riuscire a classificarsi per la finale.

## Discografia

### Album in studio
- 2018 – Namoro
- 2021 – Agora

### Singoli
- 2018 – Santo António traiçoeiro (Fado fininho)
- 2018 – Teus olhos nos meus (Fado perseguição)
- 2019 – Apenas sombra
- 2021 – O tempo
- 2021 – Amanhã
- 2022 – A lei da recompensa (feat. Salvador Sobral)